# ボビー・マルカーノ
ロベルト・アントニオ・マルカーノ・チェルビーニ（Roberto Antonio "Bobby" Marcano Cherubini, 1951年6月7日 - 1990年11月13日）は、ベネズエラ出身のプロ野球選手（内野手）。

## 経歴
ベネズエラのカラカス高校を卒業後、同国のプロ球団「ラ・グアイラ」を経て、1969年にシンシナティ・レッズと契約。AAA級ポートランド（クリーブランド・インディアンス傘下）やAAA級ソルトレイクシティ（カリフォルニア・エンゼルス傘下）などのマイナーリーグでプレーしたがメジャー昇格はならず。阪急・上田利治監督からの依頼を受けた上田の広島時代の同僚で、当時カリフォルニア・エンゼルスのスカウトを務めていた平山智（フィーバー平山）の斡旋により、1975年阪急ブレーブスに入団。
1年目から強肩巧打の二塁手として活躍し、球団初の日本一に貢献。1978年には94打点で打点王を獲得。福本豊、加藤英司、簑田浩二、長池徳士らとともに阪急黄金時代を支えた。1983年、ヤクルトスワローズに移籍し、1985年に現役引退。
メジャー経験の無いマルカーノが活躍したことから、野球ファンの間ではMLBでの実績は当てにならないという見方も定着した。
引退後、読売ジャイアンツの中南米担当スカウトとして契約し、ルイス・サンチェを紹介するとともに自身もサンチェの通訳として日本を訪れた。サンチェ退団後は帰国。
1990年11月13日、肺癌のためカラカスの自宅で死去。39歳没。神戸の教会で行われた日本での追悼式には、同年までオリックスの監督を務めた上田利治や福本などかつてのチームメイトが参列し、その若すぎる死を悼んだ。
なお、スポーツライター・藤井薫の著書によれば、「マルカーノの曽祖父は天草出身の日本人である」というが、真相は不明。カリフォルニア・エンゼルスでプレーしていたオーランド・ラミレス、1980年ワールドチャンピオン フィリーズの二塁手マニー・トリーヨはともに従兄弟である。

## マルカーノのルーツについて
マルカーノ、ケルビーニ、ともにイタリアでは一般的な姓である。
藤井薫の著書によれば、マルカーノが語った先祖に日系移民がいるという新聞記事から、天草在住の浦本家の男性が自分の祖父の弟、山田万造がマルカーノの先祖ではないかとマルカーノに手紙を出し、新聞に報道された。その男性や親族の話によると万造は、天草から上海に密航し、そこからさらに南米へ労働移民船で渡り、鉱山で労働し、いったん山を降りて商売を始めたが、失敗したのか再び鉱山で働くようになったころまで故郷と手紙のやり取りがあったという。なお、手紙は散逸し、送り先も万造が手紙の中に住所を書いて同封してきた返信用封筒で送っていたため、送り先は南米であるということくらいしかわからないという。
藤井のベネズエラでの調査では、ボビー・マルカーノの曾祖父がフランクリーノ・トモウラという日本人ふうの名字で、フランクリーノと現地女性との息子クワン・アントニオ・トモウラの写真の外見が日本人らしいこと、曾祖父一家はサーカス団を率いてペルーからベネズエラへ移ってきたということはわかった。クワン・アントニオ・トモウラの息子がボビー・マルカーノの実父ミゲル・マルカーノで、母の姓を名乗ったため、トモウラ姓は名乗らなかった。
藤井は、浦本家の男性の山田万造はサーカスをやっていてペルーからベネズエラに移ったらしいという証言、ベネズエラに戦前に移民した日系人から聞いた1928年に出会ったサーカス団のリーダーがフランクリーノ・トモウラらしく日本人それも天草出身だと言った証言、トモウラは浦本の変名ではないか(万造の兄＝天草の男性の祖父が浦本家へ婿入りしたので、万造も一時期浦本家で生活をし、浦本の万造と呼ばれていた)という推測から、フランクリーノと万造を同一人物と判断しているが、山田万造がフランクリーノ・トモウラであること、フランクリーノが日系移民であることの直接的な証拠は示されていない。
福本豊によると、マルカーノのルーツが日本にあるという記事が最初にスポーツ新聞に載ったのは1978年のシーズン中だった。英語で話しかけた記者に対して自らのルーツを明かしたが、カラカスに住む叔母と電話して詳細を確認するので紙面に出すのはその後にしてほしいという依頼を守らず即座に記事にされたことに立腹し、以後その記者とは話さなかったという。

## 詳細情報

### 年度別打撃成績
| 年 度      | 球 団      | 試 合 | 打 席 | 打 数 | 得 点 | 安 打 | 二 塁 打 | 三 塁 打 | 本 塁 打 | 塁 打 | 打 点 | 盗 塁 | 盗 塁 死 | 犠 打 | 犠 飛 | 四 球 | 敬 遠 | 死 球 | 三 振 | 併 殺 打 | 打 率 | 出 塁 率 | 長 打 率 | O P S |
| ---------- | ---------- | ----- | ----- | ----- | ----- | ----- | -------- | -------- | -------- | ----- | ----- | ----- | -------- | ----- | ----- | ----- | ----- | ----- | ----- | -------- | ----- | -------- | -------- | ----- |
| 1975       | 阪急       | 124   | 479   | 460   | 64    | 137   | 22       | 6        | 23       | 240   | 71    | 5     | 7        | 0     | 1     | 14    | 2     | 4     | 50    | 14       | .298  | .324     | .522     | .845  |
| 1976       | 阪急       | 127   | 517   | 495   | 56    | 134   | 17       | 3        | 25       | 232   | 64    | 4     | 8        | 1     | 3     | 15    | 2     | 3     | 64    | 15       | .271  | .295     | .469     | .763  |
| 1977       | 阪急       | 104   | 417   | 394   | 52    | 106   | 21       | 0        | 21       | 190   | 67    | 5     | 3        | 0     | 2     | 15    | 2     | 6     | 57    | 8        | .269  | .305     | .482     | .787  |
| 1978       | 阪急       | 126   | 517   | 488   | 78    | 157   | 28       | 7        | 27       | 280   | 94    | 9     | 6        | 3     | 5     | 14    | 0     | 7     | 38    | 9        | .322  | .346     | .574     | .920  |
| 1979       | 阪急       | 127   | 531   | 502   | 73    | 150   | 22       | 5        | 32       | 278   | 97    | 9     | 3        | 0     | 5     | 17    | 2     | 7     | 55    | 13       | .299  | .328     | .554     | .881  |
| 1980       | 阪急       | 116   | 479   | 445   | 63    | 131   | 23       | 2        | 24       | 230   | 85    | 6     | 4        | 1     | 7     | 23    | 0     | 3     | 60    | 13       | .294  | .328     | .517     | .845  |
| 1981       | 阪急       | 126   | 489   | 447   | 51    | 119   | 19       | 2        | 13       | 181   | 67    | 12    | 8        | 5     | 3     | 31    | 2     | 3     | 30    | 14       | .266  | .316     | .405     | .721  |
| 1982       | 阪急       | 117   | 475   | 430   | 50    | 115   | 23       | 1        | 15       | 185   | 66    | 4     | 6        | 4     | 8     | 28    | 1     | 5     | 36    | 16       | .267  | .314     | .430     | .744  |
| 1983       | ヤクルト   | 128   | 518   | 487   | 70    | 132   | 27       | 2        | 25       | 238   | 78    | 2     | 2        | 1     | 3     | 24    | 4     | 3     | 58    | 16       | .271  | .308     | .489     | .796  |
| 1984       | ヤクルト   | 123   | 502   | 466   | 57    | 140   | 18       | 2        | 15       | 207   | 77    | 4     | 2        | 1     | 3     | 28    | 4     | 4     | 69    | 13       | .300  | .343     | .444     | .788  |
| 1985       | ヤクルト   | 95    | 344   | 324   | 41    | 97    | 16       | 1        | 12       | 151   | 51    | 0     | 2        | 0     | 3     | 15    | 1     | 2     | 31    | 7        | .299  | .331     | .466     | .797  |
| 通算：11年 | 通算：11年 | 1313  | 5268  | 4938  | 655   | 1418  | 236      | 31       | 232      | 2412  | 817   | 60    | 51       | 16    | 43    | 224   | 20    | 47    | 548   | 138      | .287  | .322     | .488     | .810  |

- 各年度の太字はリーグ最高

### タイトル
- 打点王：1回 （1978年）

### 表彰
- ベストナイン：4回 （1975年、1977年 - 1979年）
- ダイヤモンドグラブ賞：4回 （1975年、1976年、1978年、1979年）
- オールスターゲームMVP：1回 （1979年 第2戦）
- 日本シリーズ技能賞：1回 （1976年）
- パ・リーグプレーオフ優秀選手賞：1回 （1975年）
- パ・リーグプレーオフ首位打者賞：1回 （1975年）

### 記録
NPB初記録
- 初出場・初先発出場：1975年4月6日、対近鉄バファローズ前期1回戦（ 阪急西宮球場 ）、6番・二塁手として先発出場
- 初安打：1975年4月6日、対近鉄バファローズ前期2回戦（阪急西宮球場）、3回裏に加藤英夫から
- 初打点：1975年4月12日、対日本ハムファイターズ前期2回戦（後楽園球場）、4回表に渡辺秀武から適時三塁打
- 初本塁打：1975年4月18日、対太平洋クラブライオンズ前期1回戦（西京極球場）、5回裏に浜浦徹から2ラン

NPB節目の記録
- 100本塁打：1979年5月12日、対西武ライオンズ前期8回戦（西武ライオンズ球場）、6回表に東尾修から左越2ラン　※史上102人目
- 150本塁打：1980年8月30日、対近鉄バファローズ後期7回戦（阪急西宮球場）、4回裏に柳田豊からソロ 　※史上58人目
- 1000本安打：1982年7月2日、対西武ライオンズ後期1回戦（西武ライオンズ球場）、5回表に東尾修から左中間二塁打　※史上123人目
- 1000試合出場：1983年5月27日、対中日ドラゴンズ6回戦（ナゴヤ球場）、5番・二塁手として先発出場　※史上234人目
- 200本塁打：1983年9月4日、対阪神タイガース20回戦（札幌市円山球場）、4回裏に小林繁から左越先制3ラン 　※史上42人目

NPBその他の記録
- オールスターゲーム出場：5回 （1975年、1976年、1978年 - 1980年）

### 背番号
- 4（1975年 - 1982年）
- 3（1983年 - 1985年）